# 篆刻

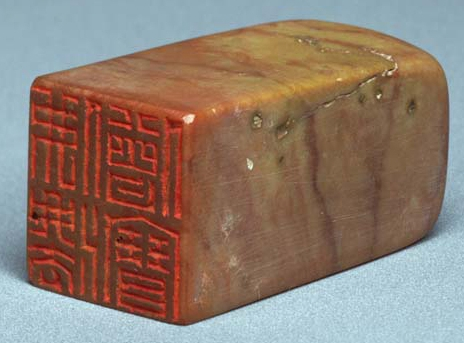
中井敬所作「仏法僧宝（佛灋僧󠄁寶）」

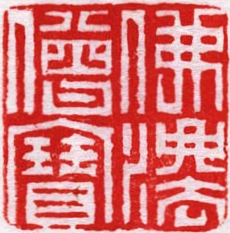
「仏法僧宝（佛灋僧

篆刻（てんこく）とは、印章を作成する行為である。中国を起源としており、主に篆書を印文に彫ることから篆刻というが、その他の書体や図章の場合もある。また金属（銅・金など）を鋳造して印章を作成する場合も篆刻という。その鋳型に彫刻を要するからである。書と彫刻が結合した工芸美術としての側面が強く、特に文人の嗜みとしての行為を指す。現代でも中国・日本を中心に篆刻を趣味とする人は多い。

## 歴史

### 中国の篆刻史

#### 殷（商）
中国において篆刻史はすなわち印章の歴史である。古くは三代（夏・殷・周）に起源があるとする説もあり、殷墟から殷璽が発掘されている。しかし、この殷璽については懐疑的な声が多い。

#### 戦国時代
現在確認できる最も古い印章は戦国時代まで遡ることができる。この時代の印章はすべて鉨（のちの璽）と呼ばれたことから特に古鉨（こじ）と総称される。材質は多くが銅であるが銀や玉もみられる。朱文（陽刻）、白文（陰刻）ともにみられ、六国古文という書体が使われている。政治と経済が大きく変容した戦国時代に臣下の関係や商品取引の保証として印章が必要とされ、竹簡や木簡の封泥に利用された。文字以外に絵などの図像印、特に動物をモチーフにした生肖印が多い。このような図像印は六朝時代まで細々と存在したが以降は消滅し、日本の戦国時代に一時的に復活する。

#### 秦・漢
秦の始皇帝の時代には印章制度（印制）が整い、印章は辞令の証としての役割を持つようになる。皇帝の用いる印を璽とし、官吏や一般用は印と呼ぶようになった。これに加え漢代には将軍の印を章と呼ぶようになる。印章の材質やサイズ・形、鈕式などで階級や役職を表した。このとき印文に小篆を用いることが正式となり、漢代になってもこの制度は踏襲され、繆篆（摹印篆）といわれる印章用の篆書が登場した。現代に至っても印章に篆書を用いるのが一般的なのはこの慣習が続いているからである。またこの頃鳥蟲書といわれる鳥や虫、魚などをモチーフにした独特の書体も用いられている。材質は皇帝のみが玉でその他は位順に金銀銅の金属印であった。玉は鏨で刻され、金属印は鋳造（鋳印）された。戦場などで役職を任命するような時間的余裕がない場合には、金属に直接掘り込み作成（鑿印）されたが、これを「急就章」と呼んだ。

#### 六朝・隋・唐
裴松之の三国志注に楊利と宗養という印工の名前が確認できる。この二人は専門職とはいえ、自分で刻して鋳造したことから名前が確認できる最初の篆刻家である。
六朝時代には小篆の他に懸針篆と呼ばれる風変わりな書体も用いられた。また北斉の文献に紙に朱印で捺印したという最も古い記録がみられる。
隋が中国を統一するといよいよ紙の使用が一般的となり、印章は封泥から紙に捺して使うようになった。このため印文は陽刻が主流となりサイズも大きくなる。引き続き唐代になると楷書・行書が浸透したことや国際化が進んだことで印文に隷書や楷書・異民族の文字（西夏文字・女真文字・西蔵文字）が刻されることもあったが、そのほとんどはやはり篆書を用いた。この唐代になってはじめて印章を美術的に論じた文献が散見されはじめ、次第に印章に芸術性が求められるようになる。

#### 宋・元
宋代になると不正を防ぐ目的で官印には九畳篆と呼ばれる独特のくねくねと折り曲がる書体が用いられ、清朝まで続いた。しかし、この九畳篆は美術性に乏しく雅を好む文人・書家などからは一切顧みられることはなかった。
元代には支配民族であるモンゴル人などが漢字を知らなかったことから花押印が多く用いられる。
このような中で文人の嗜みとしての篆刻は、北宋の米芾が開祖とされる。米芾以前は文人自身が字入れしたとしても刻んだのは専門の職人であった。印材が象牙・犀角・水晶・玉など硬い材質であったためである。米芾は自著『書史』や『画史』の中で治印（印章の作成）について論じており、その印影が粗削りで拙いことから、自ら印材を刻んだ最初の文人と推定される。宋代から盛んとなった文人画は詩・書・画に印章を加えた総合芸術となっており、文人画家である米芾が自らの美意識に適う印影を求めたからだと思われる。
米芾の革新的な試みから200年近く経過した元末にようやく趙孟頫・吾丘衍が登場する。書家・画家として有名な趙孟頫は、「円朱文」と呼ばれる小篆を用いた柔和な印を好み、後世に影響を与えた。また吾丘衍の「三十五挙」（『学古編』）は最初に著された篆刻理論書として後進に尊重された。彼らは上古の正しい印法への復古を説いて、唐代から継承される九畳篆の陋習を是正した。しかし、趙・吾は自ら印を刻むことはしなかった。彼らと交流の会った銭選はその印影が拙いことから自刻したものとされる。
元末の王冕は花乳石（青田石の一種）という柔らかい石を印材に用いた。これはひとつの発明であり、明代に文人の間に篆刻芸術が広まる最大の功績となった。王冕も漢印から学び自己の風格を持った印を作成した。

#### 明・清
明代中期の文彭・何震の二人はもっとも傑出した篆刻家であり「文何」と称され尊敬を集めた。文彭は篆刻に生涯を傾け、漢印の研究を行ってその作風にとり入れ篆刻の発展に尽くした。それまで職人に頼って象牙などに刻させていたが偶然手に入れた凍石（石印材）に自ら刻した後は、二度と他の印材は用いなかったという。この逸話がほかの文人にも伝わり、石印による篆刻が一気に広まったとされる。文彭の弟子の何震は徽派（新安印派）の祖として知られ、その一派に多くの篆刻家を輩出した。蘇宣・梁袠・汪関・朱簡・程邃・巴慰祖などである。徽派は黄山地方（安徽歙県）を拠点に清代中期まで盛行し各地に拡がった。漢印の正統な作風を基礎に新鮮味を加えた作風であった。
一方、18世紀になると杭州に丁敬を開祖として浙派（西泠印派）が興る。徽派と同じく漢印を基礎としていたが、旧習から脱却し素朴な力強さを特色とした。黄易・蔣仁・奚岡・陳豫鍾・陳鴻寿・趙之琛・銭松など優れた篆刻家が育ち、西泠八家と呼ばれた。
清末期に鄧石如が沈滞する篆刻に革新を行ない鄧派（新徽派・後徽派）の祖となった。繆篆を用いるという旧弊を打破し保守的な復古主義を刷新した。呉熙載、その後に徐三庚・趙之謙・黄士陵などの弟子が育ち、このうち趙之謙は鄧派と浙派を総合して新浙派（趙派）を打ち立て優れた功績をあげた。このほか、清末には呉昌碩・斉白石など次々と優れた篆刻家が現れている。

## 意匠
主に篆書を刻することから篆刻という。ただし、甲骨文、金文、隷書、楷書、あるいは肖形（イラスト）を彫ったものも含めることがあり、厳密な定義はない。

## 素材
篆刻に用いる主要な印材は石であるが、金属、竹、骨、牙、角、植物の種子等も用いられる。また、最近では、入手と加工の手軽さから、消しゴムが用いられる事もある。印材とされる鉱物としては葉臘石が一般的である。これはモース硬度3.5ほどの比較的柔らかい鉱物であり、特別の技術を要さず容易に加工ができる。これら石印材は朝鮮半島、タイ、ミャンマー、モンゴル、日本にも産するが、産出の質、量、加工技術、流通においてもっとも主要なのは中国であり、福建省の寿山石、浙江省の青田石、昌化石、内蒙古の巴林石などが広く安価に流通している。中国印石三宝：田黄（寿山石の一つ）、芙蓉（寿山石の一つ）、鶏血石（昌化石の一つ）の素材は美麗かつ稀少で、非常に高価であり、軟宝石と称されることもある。その稀少さ故、既に印が彫られたものを印材として再利用し、高値で取引される事も有る。篆刻と離れて、印材自体が収集、投機の対象となることも多い。

## 用具
篆刻を行う道具は印刀（篆刻刀、或いは鉄筆）と呼ばれる。篆刻における印刀は、木彫等で用いられる印刀（先端が鋭角で片刃のもの）とは異なる刃物を意味する。篆刻用の印刀は多くの場合両刃の平刀で、直角に研ぎ出された両角を利用して彫る。刃幅は5-20mm程度であることが多い。
篆刻を行う時に印材を固定する道具を印床と呼ぶ。木製のものが多い。

## 用途
篆刻作品は書画の落款（サイン）として利用されることが多いが、押捺した印影自体が独立した作品でもあり、鑑賞の対象となる。印影を多数集めた作品集を印譜という。

## 種類

### 形態
- 白文（陰刻）
- 朱文（陽刻）
- 朱白相関

### 用途/内容
- 姓名印
- 雅号印
- 引首印（関防印）
- 遊印（成語印・吉語印）　⇔　恒操印
- 肖形印
- 花押印
- 糸印
- 蔵書印（収蔵印）

### 形状
- 変形印
- 関防印　引首印